# Popalzai

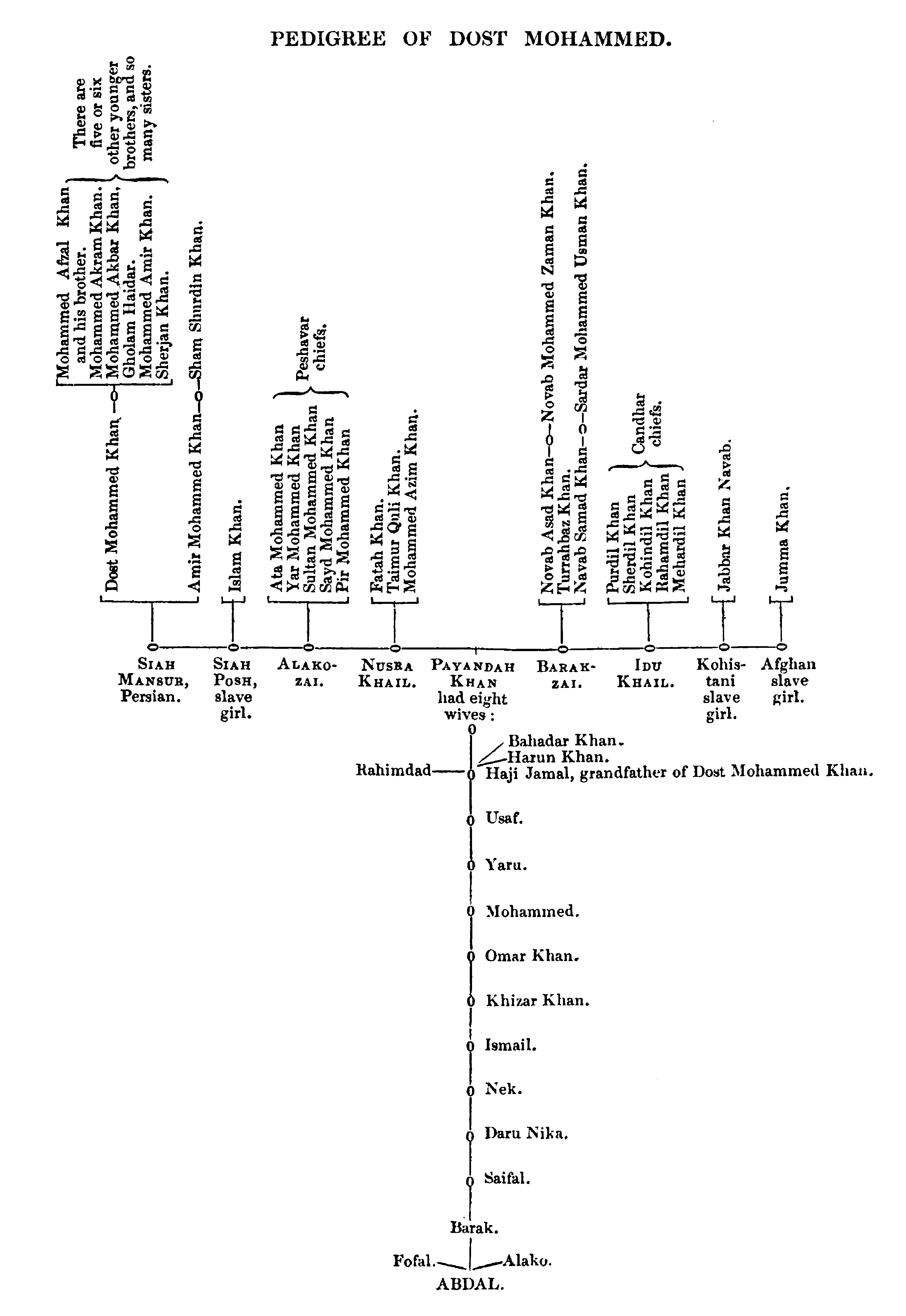
Árbol genealógico del rey Dost Mohammed Khan, emir de Afganistán. Se muestran las ramas de la dinastía abdali en la línea de Popal (fundador de los popalzai; escrito 'Fofal' en la imagen), Barak (fundador de los Barakzai) y Alako (fundador de los alakozai).

Los popalzai o popalzay (en pastún: پوپلزی), también conocidos como popal, son pastunes durrani (antes llamados abdali o Bor Tarin) de Afganistán. El origen de los antepasados de los abdali de la tribu sadozai son probablemente los heftalitas.
Los antepasados de Ahmad Shah Durrani, el fundador del Imperio durrani, eran de la tribu sadozai. Según el viajero y diplomático indio Mohan Lal Kashmiri, la línea Zirak comienza con Sulaiman Zirak Khan. Zirak fue el padre de los popalzai, Barakzai y alakozai. Un pequeño número de popalzais y sadozais también viven en Pakistán, particularmente en las ciudades de Quetta, Bannu, Dera Ismail Khan, distrito de Sudhanoti, Punch, Peshawar y Multan.
Algunos miembros de la tribu popalzai han inmigrado con sus familias a la Unión Europea, América del Norte y Oceanía. Miembros notables de la tribu popalzai incluyen al expresidente de Afganistán Hamid Karzai (2004–14) y su extensa familia, y otros como el cantante, compositor y compositor Naim Popal o la futbolista y activista feminista Khalida Popal.
Los popalzai forman parte de la confederación Zirak de tribus pastunes.